# Franciszek z Paoli
Franciszek z Paoli,  Francesco di Paola (it.) (ur. 27 marca 1416 w Paoli w Kalabrii, zm. 2 kwietnia 1507 w Tours) – święty Kościoła katolickiego, włoski zakonnik, założyciel Zakonu braci najmniejszych, minimitów oraz III zakonu tej gałęzi franciszkanów, pustelnik.

## Życiorys
Urodził się w ubogiej, rolniczej, katolickiej rodzinie, która od piętnastu lat oczekiwała na potomka. Nadano mu imię po św. Franciszku z Asyżu, za pośrednictwem którego rodzice modlili się do Boga o dziecko. Pierwsze nauki pobierał u franciszkanów w San Marco. W 1428 roku został oddany do klasztoru franciszkanów, ale po roku powrócił do domu.
Następnie odbył z rodzicami pielgrzymkę do Asyżu, Loreto, Monte Cassino, Monte Lucco (miejsce założenia przez św. Franciszka z Asyżu klasztoru, w 1218 roku) i Rzymu. Będąc w Rzymie na ulicy, oburzony przepychem orszaku, zwrócił się do kard. Juliana Cesariniego z pretensją, że w jego otoczeniu nie ma śladu ewangelicznego ubóstwa. Pielgrzymka do Asyżu zadecydowała o podjęciu życia pustelniczego w 1432 roku.
Jego samotnia zaczęła przyciągać uczniów, co stało się zalążkiem nowego, surowego i ascetycznego zakonu minimitów (braci najmniejszych). Do miejsca odosobnienia jako pierwsi przybyli Anioł Alipattii z Saraceny, Florentyn z Paoli i Mikołaj z San Lucido. W 1435 roku (podawany jest też rok 1436) zorganizował we Francji wspólnotę boni homines, eremitów św. Franciszka z Asyżu, zapoczątkowując nową gałąź franciszkańską.
W 1482, za namową papieża Sykstusa IV, udał się do Francji, by wyleczyć króla Ludwika XI. Misja była związana z wiarą w możliwość cudownego uleczenia króla. Pod względem religijnym ważniejsze było pojednanie z Bogiem, co nastąpiło przed śmiercią władcy (mówi się o nawróceniu króla w związku z jego konfliktem z Kościołem). Opracował reguły, rytuał (Caeremoniae) i przepisy (Correctorium) dla zakonu minimitów, nawiązując surowym ascetyzmem do eremitów wczesnochrześcijańskich i kultywując Mękę Pańską, imię Jezus i Matkę Boską Różańcową.
Franciszek pozostał we Francji do śmierci, zakładając nowe klasztory i pełniąc obowiązki doradcy Karola VIII. Mieszkał w jednym z zamków w Dolinie Loary Plessis-les-Tours. Zachorował w Niedzielę Palmową 1507 roku i wkrótce zmarł. Po sześciu latach od jego śmierci papież Leon X ogłosił go błogosławionym, a kanonizacja zakonnika nastąpiła sześć lat później.

## W podaniach
Przypisuje mu się umiejętność bilokacji i stawania się niewidzialnym, uwolnienie Fréjus i Bormes od epidemii. Najbardziej znanymi podaniami z życia św. Franciszka z Paoli są: jego cudowne uzdrowienie w dzieciństwie, wskrzeszenie siostrzeńca Mikołaja i przepłynięcie na płaszczu z Włoch na Sycylię w celu założenia nowego klasztoru, a także złamanie w palcach złotej monety z której popłynęła krew uciskanych przez króla Ferdynanda poddanych.

## Patronat
Jest patronem kilku francuskich i włoskich miast: (Tours, Fréjus, Turynu, Genui, Neapolu), wyspy Sycylii i regionu Kalabrii, a w przeszłości także Królestwa Neapolu. Od 1943 roku, po proklamacji papieża Piusa XII, jest także patronem marynarzy włoskich. W południowych Włoszech w dniu jego wspomnienia urządzana jest nad morzem uroczysta barwna procesja z figurą świętego.

## Ikonografia

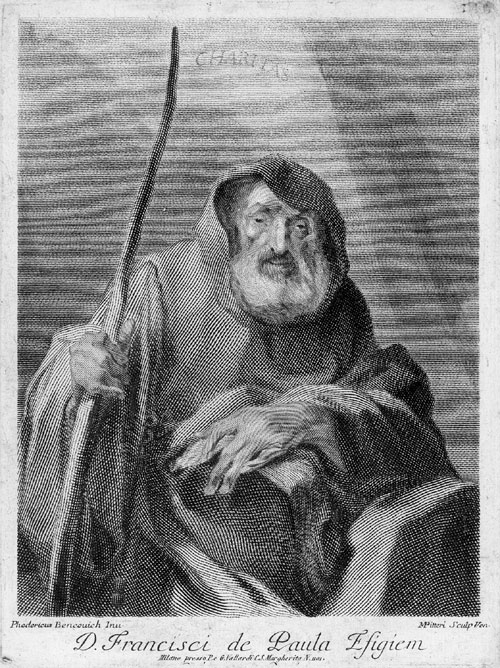
Św. Franciszek z Paoli

W ikonografii św. Franciszek przedstawiany jest w mnisich szatach; częstym motywem jest legenda o przebyciu morza na płaszczu. Przypisywane mu cuda ilustrowali w swych dziełach Bartolomé Esteban Murillo, Guido Reni, Luca Giordano i Peter Paul Rubens.

## Relikwie i sanktuaria
Jego grób znajduje się we Francji w Plessis-les-Tours, gdzie zmarł. Po śmierci Franciszka miejsce pochówku było celem pielgrzymek. W 1562 grób został spalony przez hugenotów, a w czasie rewolucji francuskiej relikwie zbezczeszczono. Kult przywrócono w 1803 roku. Relikwie świętego przewieziono w 1955 roku i od tego roku znajdują się w Sanktuarium św. Franciszka z Paoli w Kalabrii. Kolejne sanktuarium tego świętego położone jest w Genui.

## Znaczenie
Za życia wywierał wpływ na rozwiązywanie konfliktów Królestwa Neapolu i organizację krucjat antytureckich na Półwyspie Apenińskim, a następnie, jako doradca, na politykę Karola VIII. Założył klasztory minimitów we Francji, Hiszpanii, Niemczech i Włoszech. Jest autorem zachowanych listów (Centuria di lettere, 1655), poezji i spisanych napomnień i maksym.
Postać św. Franciszka z Paoli inspirowała takich malarzy, m.in. Francisco Goya, Mattia Preti, Giulio Romano, Diego Velázquez, muzyków: Ferenca Liszta czy Alessandro Scarlattiego i pisarzy, np. Victora Hugo.